# Marc Oberweis
Marc Oberweis (6 novembre 1982) è un ex calciatore lussemburghese, di ruolo portiere.

## Carriera
Ha esordito con la Nazionale lussemburghese nel match contro la Lettonia (perso per 4-0) disputato il 30 marzo 2005.